# Kristina Bozilovic
Kristina ("Kris") Bozilovic (Servisch: Кристина Божиловић) (Arnhem, 30 april 1978) is een Nederlands presentatrice, model en videojockey. Bozilovic heeft Servische ouders en groeide op in Huissen.

## Loopbaan
In 2001 begon ze als vj bij TMF Nederland/MTV. In 2003 stapte ze over naar de Holland Media Groep (nu RTL Nederland), waarvoor ze programma's van de Nederlandse Staatsloterij ging presenteren. Ook was ze tot september 2006 te zien in het ochtendprogramma Lijn 4 en het actualiteitenmagazine 4 in het Land.
In 2007 deed Kristina mee aan het SBS-programma Sterren dansen op het ijs, waarin ze in de eerste show al werd weggestemd.
Sinds begin 2008 werkt ze bij Talkies Magazine.